# Henri LaBorde
Henri Jean LaBorde, född 11 september 1909 i San Francisco, död 16 september 1993 i Portland, Oregon, var en amerikansk friidrottare.
LaBorde blev olympisk silvermedaljör i diskus vid sommarspelen 1932 i Los Angeles.